# Председатель Федеральной резервной системы

Печать Совета управляющих ФРС

Председатель Совета управляющих Федеральной резервной системы (англ. Chairman of the Board of Governors of the Federal Reserve System) — глава системы, которая в совокупности выполняет функцию центрального банка Соединённых Штатов Америки.

## Обзор
Согласно Банковскому Акту от 1935 года, председатель является одним из семи членов Совета управляющих Федеральной резервной системы и назначается Президентом Соединённых Штатов Америки из заседающих управляющих ФРС. Сенатом утверждается кандидатура председателя на четырёхлетний срок. На практике, Председателя Совета часто переизбирают на следующий срок, но, тем не менее, общее число лет на данном посту в рамках беспрерывного нахождения на посту не должно превышать четырнадцати лет. В случае если председатель назначен на должность и четырёхлетний срок его предшественника на этом посту не истёк, то к четырнадцати годам прибавляются дни, которые оставались до конца срока предшественника текущего председателя. В соответствии с законодательством США председатель дважды в год выступает с докладом перед Конгрессом о целях монетарной политики Федеральной резервной системы. Председатель также нередко встречается с Министром финансов и свидетельствует перед Конгрессом по многим возникающим у последнего вопросам, относящимся к компетенции председателя.
В 2006—2014 годах председателем Совета являлся Бен Шалом Бернанке, чья кандидатура была предложена Президентом США Джорджем Уокером Бушем и который был приведён к присяге 1 февраля 2006, сменив на этом посту Алана Гринспена, который находился на должности председателя совета более 18 лет, при четырёх президентах США. С 3 февраля 2014 года Джанет Йеллен заменила Бернанке на этом посту. 17 января 2018 года сенат повторно утвердил кандидатуру Джерома Пауэлла.

## Председатели советов Федеральной резервной системы

### Председатели Совета директоров ФРС
- Чарльз С. Хэмлин (10 августа 1914 — 10 августа 1916)
- Уильям П. Г. Гардинг (10 августа 1916 — 9 августа 1922)
- Дэниел Р. Криссингер (1 мая 1923 — 15 сентября 1927)
- Рой А. Янг (4 октября 1927 — 31 августа 1930)
- Юджин Мейер (16 сентября 1930 — 10 мая 1933)
- Юджин Р. Блэк (19 мая 1933 — 15 августа 1934)

### Председатели Совета управляющих ФРС
- Марринер С. Экклз (15 ноября 1934 — 3 февраля 1948)
- Томас Б. Маккейб (15 апреля 1948 — 2 апреля 1951)
- Уильям М. Мартин (2 апреля 1951 — 1 февраля 1970)
- Артур Ф. Бёрнс (1 февраля 1970 — 31 января 1978)
- Джордж У. Миллер (8 марта 1978 — 6 августа 1979)
- Пол Волкер (6 августа 1979 — 11 августа 1987)
- Алан Гринспен (11 августа 1987 — 31 января 2006)
- Бен Бернанке (1 февраля 2006 — 3 февраля 2014)
- Джанет Йеллен (с 3 февраля 2014 — 3 февраля 2018)
- Джером Пауэлл (с 5 февраля 2018).